# عمارت اوسینوایا روشا

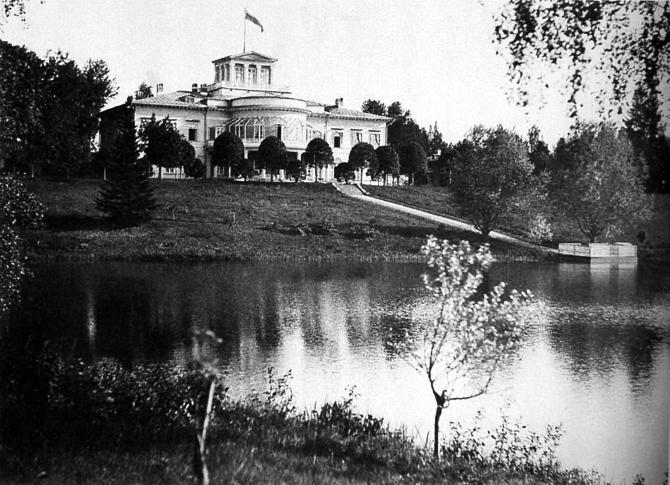

املاک لوواشوف‌ها — ویاتسیمسکی‌ها (به روسی: Осиновая Роща) یک یادبود ویران‌شده معماری در منطقه اوسینوویا روشا در منطقه ویبورگ سنت پترزبورگ است، در نزدیکی تقاطع جاده ویبورگ و جاده پریوزرسکی.
این مجموعه یکی از عناصر متعدد سنت پترزبورگ است که در سال ۱۹۹۰ تحت حفاظت یونسکو قرار گرفت.
در دهه ۱۷۷۰، در املاک اوسینوویا روشا، ویلا کوچکی متعلق به شاهزاده گریگوری آلکساندرویچ پوتیومکین قرار داشت که در ماه مه ۱۷۷۸ امپراتریس کاترین در آنجا اقامت داشت. تحت تأثیر موقعیت این املاک، او به بارون فریدریش ملخیور گریم نوشت:
سنت پترزبورگ و دریا در زیر پاهای شما است؛ تمام ویلاها در جاده پتره‌گوف و پس از آن دریاچه‌ها، تپه‌ها، جنگل‌ها، مزارع، صخره‌ها و کلبه‌ها جلوی چشم شما است. باغبان و معمار انگلیسی در همراهی ما است و ما تمام روز گذشته را سرگردان بودیم و خدا می‌داند چه مقدار کاشتیم و ساختیم. تسارسکویه سلو، گاتچینو و حتی تساریتسینو از لحاظ موقعیت نسبت به اوسینوویا روشا به‌طور فاحشی پایین‌تر است. اکنون در خانه‌ای با ده اتاق زندگی می‌کنیم، اما نمای بیرون از هر پنجره چه دیدی است! به خدا این بی‌نظیر است.
املاک با خانه اصلی چوبی و ساختمان‌های خدماتی در دوران کلاسیک‌گرایی روسی، در اواخر قرن ۱۸ و اوایل قرن ۱۹ ساخته شد. خانه املاک به دستور دوشس یکتا نیکولاونا لوپاخینا و توسط پروفسور معماری ویکنتی ایوانوویچ برتی در سال‌های ۱۸۲۸–۱۸۳۰ ساخته شد. خانه املاک زینوویوها در مزرعه بوگوسلوکا نیز طبق همان طرح ساخته شده بود.
در سال ۱۸۴۷، پاول پتروویچ لوپاخین املاک اوسینوویا روشا را به گراف واسلی لوواشوف فروخت. در اینجا گرافینی الگا لوواشوف اغلب حامیان اصلاحات الکساندر دوم را جمع می‌کرد. دختران او کاترینا و ماریا (همسر شاهزاده لئونید دیمیتریویچ ویاتسیمسکی) در اوایل قرن ۲۰ میلادی شروع به فروش زمین‌های املاک برای ساخت و ساز کردند. آخرین مالک خصوصی املاک اوسینوویا روشا، پسر ماریا، شاهزاده بوریس لئونیدویچ ویاتسیمسکی بود.
در دوران شوروی، خانه املاک برای استقرار یک واحد نظامی استفاده شد و سپس به عنوان خانه استراحت مورد استفاده قرار گرفت. در دسامبر ۱۹۹۰، در چارچوب جلسه چهاردهم کمیته میراث جهانی یونسکو، این مجموعه به عنوان بخشی از مرکز تاریخی سنت پترزبورگ و مجموعه‌های مرتبط با آن تحت حفاظت قرار گرفت.
در تاریخ ۴ آوریل ۱۹۹۱، این یادبود در آتش سوخت و پس از آن هیچ‌گونه بازسازی صورت نگرفت.